# Воронецкий, Андрей Максимович
Андрей Максимович Воронецкий (бел. Андрэй Максімавіч Варанецкі; 19 февраля 1920, Дубровка — 14 января 1972, Большие Эйсмонты, Гродненская область) — председатель колхоза «Гвардия» Свислочского района Гродненской области, Белорусская ССР. Герой Социалистического Труда (1966).

## Биография
Родился 19 февраля 1920 года в деревне Дубровка (ныне — Пуховичский район Минской области).
В 1940 году окончил БГПУ. Участник Великой Отечественной войны. С 1946 года учительствовал в Гродненской области, в 1953—1972 годах был председателем колхоза «Гвардия» Берестовицкого района (с 1972 года — колхоз имени Воронецкого).
Указом Президиума Верховного Совета СССР от 23 июня 1966 года за достигнутые успехи в развитии животноводства, увеличении производства и заготовок мяса, молока, яиц и шерсти и другой продукции удостоен звания Героя Социалистического Труда с вручением ордена Ленина и золотой медали «Серп и Молот».
Член ЦК КПБ в 1966—1971 годах. Депутат Верховного Совета СССР 6 Созыва в 1962—1966 годах, Верховного Совета БССР с 1971 года.